# Giuseppe Viani
Giuseppe Ferruccio Viani, surnommé plus couramment « Gipo » Viani, né le 13 septembre 1909 à Trévise en Vénétie et mort le 6 janvier 1969 à Ferrare en Emilie-Romagne, est un footballeur italien devenu ensuite entraîneur puis dirigeant.

## Biographie

### Entraîneur
Gipo Viani a dirigé l'équipe nationale italienne en 1960.
Il a également entraîné le Milan AC, club avec lequel il a notamment remporté trois championnats d'Italie, en 1957, 1959 et 1962 ainsi que la Coupe des Champions 1963.

## Carrière

### Joueur
- 1926-1928 :  Trévise FBC
- 1928-1934 :  Ambrosiana-Inter
- 1934-1938 :  Lazio Rome
- 1938-1939 :  US Livourne
- 1939-1940 :  Juventus
- 1940-1941 :  AS Syracuse
- 1941-1943 :  USF Salernitana

### Entraîneur
- 1940-1941 :  AS Syracuse
- 1941-1943 :  USF Salernitana
- 1945 :  AC Bénévent
- 1945 :  BPD Colleferro
- 1946-1948 :  US Salernitana
- 1948-1949 :  Lucchese Libertas
- 1949-1951 :  US Palerme
- 1951-1952 :  AS Roma
- 1952-1956 :  Bologne FC
- 1956-1958 :  Milan AC
- 1958-1965 :  Milan AC (directeur technique)
- 1958 	:  Hellas Vérone
- 1958 	:  Italie
- 1960 	:  Italie
- 1960 	:  Italie olympique (directeur technique)
- 1965-1966 :  Genoa CFC
- 1968 :  Bologne FC (directeur technique)
- 1968-1969 :  AC Udinese (directeur technique)

## Palmarès

### Joueur
Ambrosiana Inter
- Championnat d'Italie (1) :
  - Champion : 1929-30.

### Entraîneur
| AS Roma - Serie B (1) : - Champion : 1951-52. |  | Milan AC - Championnat d'Italie (3) : - Champion : 1956-57, 1958-59 et 1961-62. - Coupe des clubs champions (1) : - Vainqueur : 1962-63. |